# Condado de Lawrence (Misisipi)
El condado de Lawrence (en inglés: Lawrence County), fundado en 1814, es un condado del estado estadounidense de Misisipi. En el año 2000 tenía una población de 13.258 habitantes con una densidad poblacional de 12 personas por km². La sede del condado es Monticello.

## Geografía
Según la Oficina del Censo, el condado tiene un área total de 1129 km² (435,9 mi²), de la cual 1116 km² (430,9 mi²) es tierra y 13 km² (5 mi²) es agua.

## Demografía
En el 2000 la renta per cápita promedia del condado era de $ 28,495 y el ingreso promedio para una familia era de $37,899. El ingreso per cápita para el condado era de $14,469. En 2000 los hombres tenían un ingreso per cápita de $28,925 frente a $18,707 para las mujeres. Alrededor del 19.60% de la población estaba bajo el umbral de pobreza nacional.

## Condados adyacentes
- Condado de Simpson (noreste)
- Condado de Jefferson Davis (este)
- Condado de Marion (sureste)
- Condado de Walthall (sur)
- Condado de Lincoln (oeste)
- Condado de Copiah (noroeste)

## Localidades
Pueblos
- Monticello
- New Hebron
- Silver Creek

Áreas no incorporadas
- Jayess
- Nola
- Oak Vale (parte en el condado de Jefferson Davis)
- Oma
- Sontag
- Wanilla

## Principales carreteras
- U.S. Highway 84
- Carretera 27
- Carretera 43
- Carretera 44